# Laternea
Laternea ist eine Pilzgattung aus der Familie der Stinkmorchelverwandten (Phallaceae). Sie umfasst zwei Arten, die neotropisch verbreitet sind. Die Typusart ist Laternea triscapa.

## Merkmale
Wie bei allen Vertretern der Stinkmorchelverwandten entwickeln sich die Fruchtkörper aus einem sog. „Hexenei“. Bei Reife öffnet sich dieses oben und gibt das Receptaculum frei. Das Receptaculum ist orangerötlich bis rosa gefärbt. Es hat eine schwammige Textur und besteht je nach Art aus 2–4 vertikalen Säulen, welche eine freie Basis haben und oben zu einem Bogen verschmolzen sind. Unterhalb des Bogens befindet sich eine besondere Struktur (Glebifer), welche die Sporenmasse (Gleba) trägt. Die Säulen sind, anders als bei Clathrus, niemals verzweigt.

## Arten
- Laternea pusilla Berk. & M.A.Curtis (1869)
- Laternea triscapa Turpin (1822)

## Ähnliche Gattungen
Die ausgewachsenen Fruchtkörper der Gattung Blumenavia sind ähnlich, unterscheiden sich jedoch durch ihre blasse Färbung. Weiterhin verfügt das Receptaculum über mehrere, kleine Glebiferen, welche die Innenseite der Säulen überziehen.

## Etymologie
Der wissenschaftliche Name der Gattung bezieht sich auf die Laternenform der reifen Fruchtkörper.